# Holocausto (término)

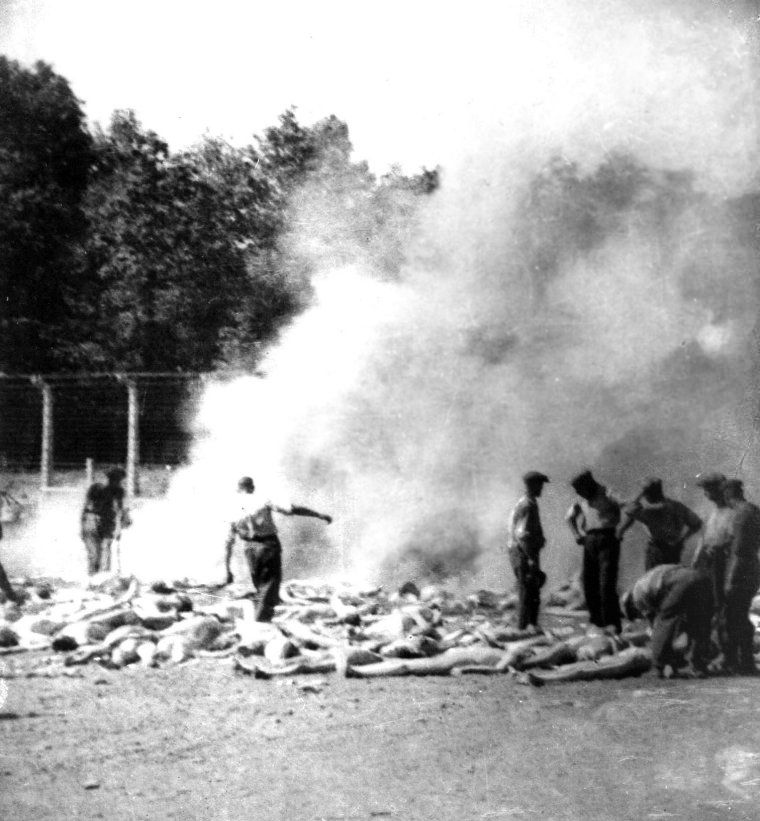
Cadáveres incinerados por el Comando Especial del campo de concentración de Auschwitz en agosto de 1944 (fotografía de Alberto Errera)

El término Holocausto tiene diversos significados, dependiendo del contexto en que se utilice. Desde mediados de la década de 1940 «El Holocausto» designa el exterminio de seis millones de judíos por parte de la Alemania nazi durante la Segunda Guerra Mundial. El término, usado de una manera más amplia, incluye el asesinato sistemático por parte de los nazis de millones de personas de otros grupos que ellos calificaron untermensch o «infrahumanos», apuntando principalmente a judíos y a eslavos, los primeros habiendo supuestamente «infectado» a los últimos, entre ellos los polacos étnicos, los serbios, los rusos, y los checos, entre otros.
Otros grupos que fueron objetivo de los nazis, ya sea por motivos raciales o de otra índole, fueron el pueblo gitano (romaníes), los pueblos bálticos (especialmente los lituanos), las personas con discapacidades, los hombres gais, así como los opositores políticos y religiosos, con lo que se elevaría el número total de víctimas del Holocausto a 17 millones de personas.
Para el judaísmo, Shoá (שואה), que significa «La Catástrofe» en hebreo, se convirtió en la palabra que designa «El Holocausto» del siglo XX, la cual se recuerda cada año en el Yom HaShoah (Día de la Shoá).  

## Nombres

### El Holocausto
La palabra «holocausto» tiene su origen en la palabra griega ὁλόκαυστον, holokauston, que significa «totalmente (holos) calcinados (kaustos)» o «sacrificio que se quema y ofrece a un dios». En la religión helenística, tanto a los dioses de la tierra como a los del inframundo se les hacía oblaciones de animales, que les eran ofrecidos por la noche y quemados en su totalidad. El primer registro del término corresponde al historiador griego Jenofonte (aprox. 426–355 a. C.) describiendo el sacrificio de un animal, aunque el término rara vez era usado en la religión griega.
Alrededor del 250 a. C. en la traducción griega de la Biblia, la Septuaginta (abreviada LXX), que comenzó en el 3er siglo a. C., se usado holokautoma y holókauston alrededor de doscientas veces para las palabras Olah (עלה) y Kalil (כליל), que a menudo se usan una junto a la otra en el Tanach, la Biblia hebrea. Estos literalmente significan: «Lo que sube al cielo en humo». Lo que quiere decir que los sacrificios de todas las partes del cuerpo y entrañas de un animal son quemados en el altar, como se describe en el Levítico 9, 12.
De este modo la palabra holocausto se incorporó a las traducciones griegas de la Torá para referirse a la ofrenda de un animal quemado u olah, ofrendas comunales e individuales que los judíos debían hacer en los tiempos del Templo de Jerusalén.
El término en su forma latina, holocaustum, fue utilizado por primera vez y con referencia específica a una matanza de judíos, según lo reportaron el cronista Roger de Hoveden y el monje Richard de Devizes, en la Inglaterra de la década de 1190.
El primer uso de la palabra holocausto, para referirse a una masacre acahecida aparece en el Oxford English Dictionary de 1833, cuando el historiador Leitch Ritchie describió las guerras de Luis VII de Francia, afirmando que «una vez ejecutó un holocausto de mil trescientas personas en una iglesia», una masacre en la que se quemó vivos a los habitantes de Vitry-le-François, en 1142. Como el asesinato ocurrió en una iglesia, pudo apreciarse como una auténtica ofrenda religiosa. El poeta inglés John Milton usó la palabra para denotar una conflagración, en su poema de 1671 Sansón Agonista, en el que la masacre fue consagrada claramente de una manera divina. La palabra se desarrolló gradualmente hasta alcanzar el significado de masacre, ya adquiriendo una connotación totalmente secular.
A fines del siglo XIX, el periódico estadounidense The New York Times utilizó la palabra holocausto en 1895 para describir la masacre otomana de cristianos armenios. A principios del siglo XX, posiblemente el primero en utilizar el término fue el periodista Melville Chater en 1925, para describir el saqueo e incendio de Esmirna, en 1922, en el contexto del genocidio turco contra los cristianos de Anatolia. Winston Churchill, en 1929, así como otros escritores contemporáneos, usaron la palabra antes de la Segunda Guerra Mundial para describir el genocidio armenio durante la Primera Guerra Mundial. Precisamente, en referencia al genocidio armenio se publicó como folleto en 1922 el poema llamado «El Holocausto», el cual en 1923 apareció publicado como en el libro «El Holocausto de Esmirna», sobre el incendio y la masacre de armenios.
Con estos antecedentes, y antes del estallido de la Segunda Guerra Mundial, para referirse a la posibilidad de una nueva guerra se hablaba de «otro holocausto», es decir, una repetición de la Primera Guerra Mundial. Con referencia a los acontecimientos de la guerra, los escritores en inglés de 1945 utilizaron el término holocausto, en relación con los bombardeos de Dresde o Hiroshima, o los efectos de una guerra nuclear, aunque a partir de la década de 1950 se utilizó cada vez más para referirse al genocidio nazi de los judíos europeos o «judeocidio».
Este uso se puede encontrar ya en el 23 de mayo de 1943 en The New York Times, en la página E6, en un artículo de Julian Meltzer acerca de los sentimientos en Palestina sobre la inmigración judía de refugiados del «holocausto nazi». A fines de la década de 1950, documentos traducidos del hebreo en ocasiones usaban la palabra «Holocausto» para traducir shoá como el judeocidio nazi. 
Un uso significativo y temprano del término aparece en un racconto de 1958 de Leslie Hardman, el primer capellán judío del ejército británico que ingresó al campo de concentración de Bergen-Belsen en abril de 1945, donde atendió a los sobrevivientes y supervisó el entierro de unas 20 000 víctimas.
 

«Hacia mí vino lo que parecían ser los restos de un holocausto: una asombrosa masa de piel y huesos ennegrecidos, unida de alguna manera con trapos sucios. 'Dios mío, los muertos caminan', grité en voz alta, pero no reconocí mi voz ... [mirando] a la estrella doble, el emblema de los judíos en mi túnica - una pobre criatura tocó y luego acarició la insignia de mi fe, y descubriendo que era real murmuró, 'Rabbiner, Rabbiner'».

A fines de la década de 1960, el término comenzaba a usarse en este sentido sin reservas. El libro de Nora Levin de 1968 The Holocaust: The Destruction of European Jewry 1933-1945, (en español: El Holocausto: La destrucción de los judíos europeos), explica el significado en su subtítulo, pero utiliza la frase sin concesiones «El Holocausto». Un artículo titulado «El trauma moral y el Holocausto» fue publicado enThe New York Times el 12 de febrero de 1968. Sin embargo, no fue hasta finales de la década de 1970 que el genocidio nazi se convirtió en el significado convencional generalmente aceptado de la palabra, cuando ya se usó sin reservas y con mayúscula, un uso que también se extendió a otros idiomas durante el mismo período. La miniserie de televisión de 1978 titulada Holocausto, protagonizada por Meryl Streep, a menudo se cita como la principal fuente para establecer su uso actual y amplio en la cultura popular. «Holocausto» fue seleccionada por la Academia del Idioma Alemán como «palabra del año» en 1979, lo que refleja aún más la mayor conciencia pública que se tomó acerca del término.
El término se generalizó cada vez más como sinónimo de «genocidio» en las últimas décadas del siglo XX para referirse a los asesinatos en masa en la forma, como ocurrió por ejemplo, con el llamado «Holocausto de Ruanda». Además del caso de Ruanda, se utilizó el término para referirse a la hambruna de Ucrania bajo Stalin o a las masacres de los Jemeres rojos en Camboya.
Para sugerir una comparación con los asesinatos nazis, otros eventos históricos también han sido etiquetados como «Holocausto», la opresión de grupos de castas inferiores en la India, el «Holocausto Sudra», o la trata de esclavos, «Holocausto africano».

#### Objeciones al uso de «Holocausto» para el exterminio nazi de judíos
Algunas personas encuentran inaceptable el uso de «holocausto» para el exterminio nazi de judíos durante la Segunda Guerra Mundial, debido a la naturaleza teológica e histórica de la palabra «holocausto». El historiador estadounidense Walter Laqueur, cuyos padres murieron en el Holocausto, ha argumentado que el término «Holocausto» es un término «particularmente inapropiado» para el genocidio de los judíos, ya que implica un «holocausto» a Dios. Laqueur escribió: «No era la intención de los nazis hacer un sacrificio de este tipo y la posición de los judíos no era la de una víctima ritual». Por su parte, el historiador británico Geoff Eley escribió en un ensayo de 1982 titulado Historia del Holocausto, que pensaba que el término «Holocausto» implica «una cierta mistificación, una insistencia en el carácter exclusivamente judío de la experiencia».
El historiador británico Richard J. Evans escribió en 1989 que el término Holocausto no era el más adecuado y que no debería utilizarse.

#### Uso del término para víctimas no judías de los nazis
Los académicos están divididos sobre si el término «Holocausto» debe aplicarse a todas las víctimas del asesinato masivo nazi, algunos lo usan como sinónimo de Shoá o Solución final de la cuestión judía, y otros incluyen el asesinato de romaníes, el encarcelamiento y la ejecución de hombres gais, la eugenesia de discapacitados, la ejecución de polacos, la ejecución de prisioneros de guerra soviéticos, el asesinato de opositores políticos y persecución de los Testigos de Jehová.
La Enciclopedia Columbia define «Holocausto» como «el nombre dado al período de persecución y exterminio de judíos europeos por parte de la Alemania nazi». El Compact Oxford English Dictionary y Microsoft Encarta dan definiciones similares. La Encyclopædia Britannica define el «Holocausto» como «el asesinato sistemático patrocinado por el Estado de seis millones de hombres, mujeres y niños judíos, y millones de otros, por parte de la Alemania nazi y sus colaboradores durante la Segunda Guerra Mundial», aunque el artículo continúa, agregando, «Los nazis también señalaron a los gitanos (romaníes). Fueron el único otro grupo que los nazis mataron sistemáticamente en cámaras de gas junto a los judíos».
El historiador checoslovaco-israelí Yehuda Bauer afirmó: «Seamos claros... shoá, churban, judeocidio, como sea que lo llamemos, es el nombre que le damos al intento de aniquilación física total planificada del pueblo judío, y su perpetración parcial con el asesinato de la mayoría de los judíos de Europa». También sostiene que el Holocausto debería incluir solo a los judíos porque la intención de los nazis era exterminar a todos los judíos, mientras que los otros grupos no debían ser totalmente aniquilados. La inclusión de víctimas no judías de los nazis en el Holocausto es objetada por muchas personas, incluidas organizaciones como Yad Vashem, una institución estatal israelí en Jerusalén establecida en 1953 para conmemorar a las víctimas del Holocausto. Dicen que la palabra originalmente tenía la intención de describir el exterminio de los judíos, y que el Holocausto judío fue un crimen específico a gran escala, culminación de la larga historia del antisemitismo europeo, que no debería subsumirse en una categoría general junto a los demás crímenes de los nazis. Sin embargo, el premio Nobel y sobreviviente del Holocausto judío Elie Wiesel también consideró a las víctimas no judías como víctimas del Holocausto, exponiendo al presidente Jimmy Carter: «No todas las víctimas del Holocausto eran judíos, pero todos los judíos fueron víctimas», cuando pidió su apoyo para un Museo Nacional del Holocausto en Washington.
El historiador británico Michael Burleigh y el historiador alemán Wolfgang Wippermann sostienen que aunque todos los judíos fueron víctimas, el Holocausto trascendió los confines de la comunidad judía. Otras personas compartieron el trágico destino de ser víctimas de los nazis. El exministro húngaro para asuntos romaníes, László Teleki, aplicó el término «Holocausto» tanto al asesinato de judíos como del pueblo gitano por parte de los nazis. En The Columbia Guide to the Holocaust, los historiadores estadounidenses Donald Niewyk y Francis Nicosia usan el término para incluir judíos, romaníes y discapacitados. El historiador estadounidense Dennis Reinhartz ha afirmado que los gitanos fueron las principales víctimas del genocidio en Croacia y Serbia durante la Segunda Guerra Mundial, y lo ha llamado «el Holocausto Balcánico 1941-1945».

### La Solución final
La «Solución final a la cuestión judía» (en alemán: Endlösung der Judenfrage) fue el término que utilizaron los propios nazis, el cual quedó registrado en las actas de la Conferencia de Wannsee del 20 de enero de 1942, y traducido para los Juicios de Nuremberg en 1945. En la novela de 1960 The Rise and Fall of the Third Reich (en español: El ascenso y caída del Tercer Reich) de William Shirer, el genocidio se describe como «La solución final», entre comillas, no mencionándose la palabra «Holocausto». Tanto en inglés como en alemán, «Solución final» se ha utilizado ampliamente como una alternativa a «Holocausto». Mientras que el término «Holocausto» se utiliza ahora a menudo para incluir todas las víctimas de los campos de exterminio nazis y los escuadrones asesinos, la «Solución final» se refiere exclusivamente al «intento de aniquilar al pueblo judío», como se define en el Museo Conmemorativo del Holocausto de Estados Unidos. Durante un tiempo después de la Segunda Guerra Mundial, los historiadores alemanes también usaron el término Völkermord («genocidio»), o en su totalidad, der Völkermord an den Juden («el genocidio del pueblo judío»), mientras que el término predominante hoy en día en Alemania es Holocausto o cada vez más shoá.

### Shoah

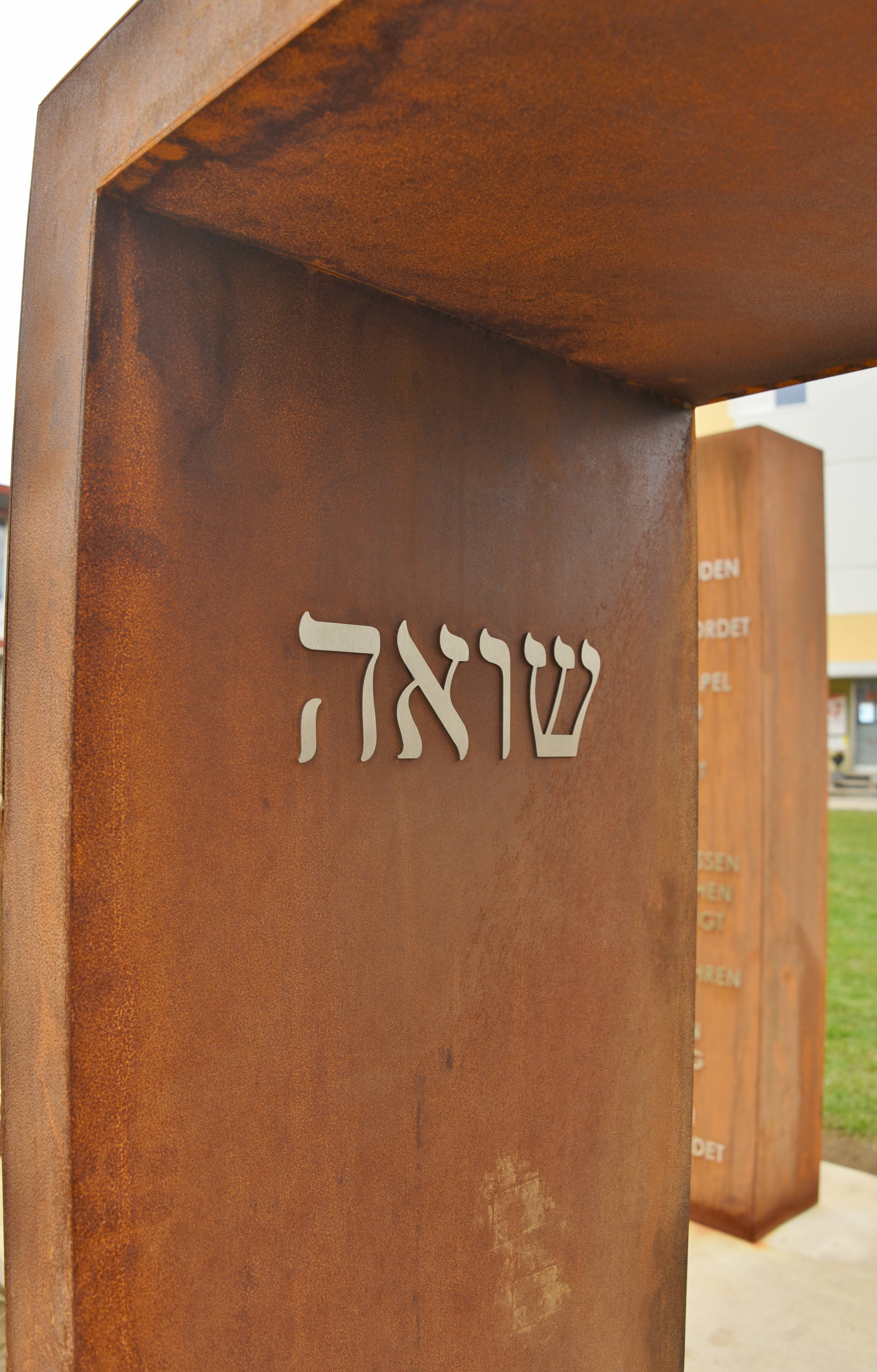
Shoah en hebreo, letras de un monumento en memoria de los judíos de Mattersburg en Austria

La palabra bíblica Shoah (שואה), también deletreada Shoá y Sho'ah, que significa «calamidad» en hebreo, término que a su vez se usa para referirse a destrucción desde la Edad Media, se convirtió en el término hebreo para referirse al Holocausto del siglo XX desde principios de la década de 1940. En la literatura reciente está específicamente preestablecido en el género masculino, con Ha, «el» en hebreo, cuando se hace referencia a los asesinatos en masa nazis, por la misma razón que «holocausto» se convierte en «El Holocausto». Puede escribirse Ha-Shoá o HaShoah, como en Yom HaShoah, el día del «Recuerdo del Holocausto y el heroísmo judío».
Shoá se utilizaba antes de la llegada de los nazis como una traducción de «catástrofe». Por ejemplo, en 1934, cuando Chaim Weizmann le dijo al Comité de Acción Sionista que el ascenso al poder de Hitler había sido «una catástrofe imprevista, comparable a otra guerra mundial» (en alemán: unvorhergesehene Katastrophe, etwa ein neuer Weltkrieg), la prensa hebrea tradujo Katastrophe como Shoah. En la primavera de 1942, el historiador de Jerusalén BenZion Dinur (Dinaburg) usó shoá en un libro publicado por el Comité de Ayuda Unida para los Judíos en Polonia para describir el exterminio de los judíos de Europa, llamándolo una «catástrofe» que simbolizaba la situación única del pueblo judío. La palabra shoah fue elegida en Israel para describir el Holocausto, término institucionalizado por el Knesset el 12 de abril de 1951, cuando estableció Yom Ha-Shoah Ve Mered Ha-Getaot, el día nacional de conmemoración. En la década de 1950, Yad Vashem, la «Autoridad del Recuerdo de los Héroes y Mártires del Holocausto» de Israel, traducía habitualmente la palabra como «el desastre». En aquel momento, la palabra holocausto se usaba a menudo para referirse a una guerra que involucraba a gran parte de la humanidad bajo la forma de una guerra nuclear. Desde entonces Yad Vashem ha cambiado su lenguaje, utilizando la palabra «Holocausto», generalmente en mayúscula, en especial referencia al genocidio de los judíos europeos. El historiador israelí Saul Friedländer escribió en 1987 sobre «la creciente centralidad de la Shoá para las comunidades judías en la Diáspora» y que «La Shoah se está convirtiendo casi en un símbolo de identidad, para bien o para mal, ya sea por el debilitamiento del vínculo con la religión o por la menor prominencia del sionismo e Israel como elemento de identificación». El historiador británico Richard J. Evans escribió en 1989 que el término Holocausto no era adecuado y que no debería utilizarse.

### Khurban y destrucción
Khurbn eyrope (חורבן אײראָפּע), en español: «Destrucción de Europa», es el término para Holocausto en yiddish. El término se escribe con la palabra khurbn, coloquialmente escrita «churban», una palabra tomada del hebreo ḥurbān, «destrucción». Ḥurbān y khurbn se utilizan en hebreo y yiddish para describir la destrucción del Templo de Salomón y la destrucción del Segundo Templo. En el primer relato histórido de Max Kaufmann de 1947 sobre el genocidio en Letonia, éste lo llamó Khurbn Letland, es decir, La destrucción de los judíos de Letonia. Publicado más tarde, la importante obra de Raul Hilberg se tituló: The Destruction of the European Jews (La destrucción de los judíos europeos).

### Porajmos
El Porajmos (también Porrajmos) literalmente «Devorador», o Samudaripen («Matanza en masa») es un término adoptado por el historiador gitano Ian Hancock para describir los intentos de los nazis de exterminar a la mayoría de los pueblos gitanos de Europa. 

### Variantes de traducción

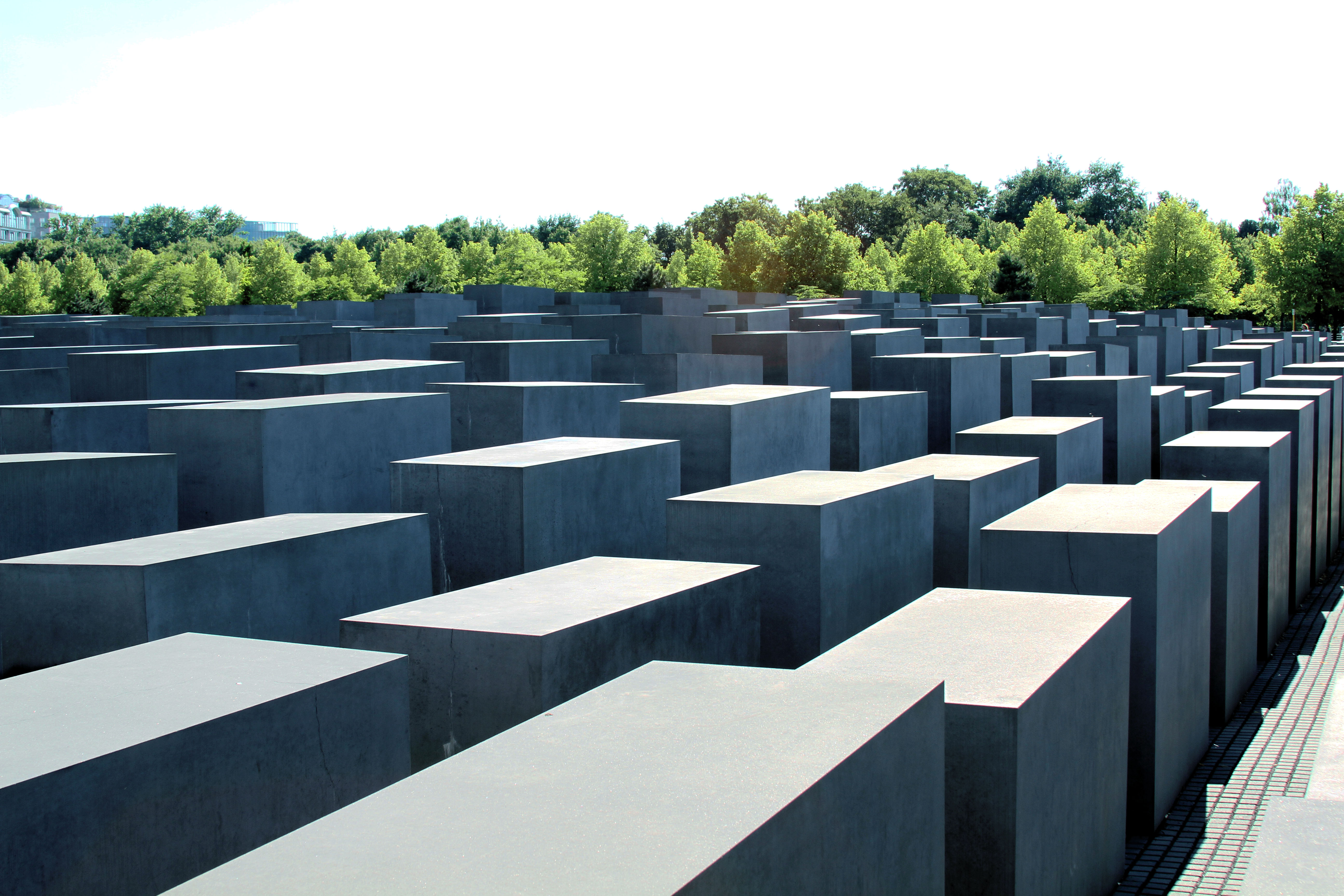
Monumento a los judíos de Europa asesinados inaugurado en Berlín en 2005

Aunque la mayoría de los países adoptaron traducciones o transliteraciones del término «Holocausto» o «Shoah», en inglés: Holocaust, en ruso: Холокост (Holokost), hay casos en los que ciertas poblaciones, a menudo aquellas que fueron afectadas por el Holocausto mismo, han adoptado nombres únicos para referirse al evento. En polaco, por ejemplo, el Holocausto a menudo se conoce como Zagłada Żydów o «Destrucción de los judíos», aunque Holokausto se usa en contextos más generales. En Suecia, al Holocausto se le llama comúnmente Förintelsen (en español: «La Aniquilación»), un término etimológicamente similar a la palabra alemana Vernichtung, (destrucción) utilizada en la profecía de Hitler contenida en su discurso al Reichstag del 30 de enero de 1939.